# Qualificazioni al campionato europeo maschile di calcio 2016 - Gruppo I

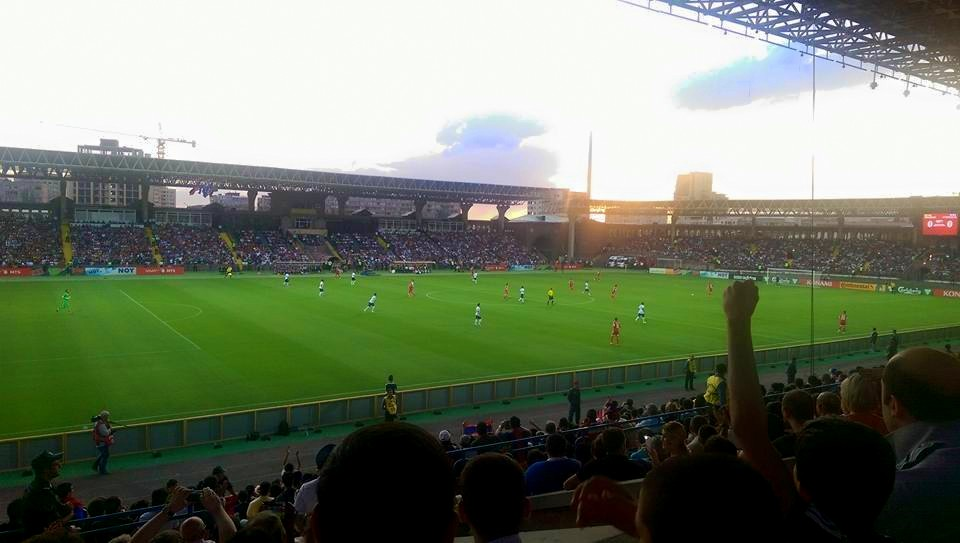
Armenia-Portogallo giocata il 13 giugno 2015 a Erevan

Il Gruppo I è stato uno dei nove gironi per la determinazione delle squadre partecipanti alla fase finale del campionato europeo di calcio 2016. Il Gruppo I era composto da cinque squadre: Albania, Armenia, Danimarca, Portogallo e Serbia, che si sono affrontate in un girone all'italiana con gare di andata e ritorno tra settembre 2014 e ottobre 2015.
Tramite il Gruppo I si sono qualificate alla fase finale le nazionali di Portogallo ed Albania, rispettivamente prima e seconda classificata del girone. Come terza classificata, la Danimarca si qualificò agli spareggi, in cui incontrò la Svezia, risultando sconfitta.

## Classifica
| Squadra    | P.ti | G | V | P | S | RF | RS | DR |
| ---------- | ---- | - | - | - | - | -- | -- | -- |
| Portogallo | 21   | 8 | 7 | 0 | 1 | 11 | 5  | +6 |
| Albania    | 14   | 8 | 4 | 2 | 2 | 10 | 5  | +5 |
| Danimarca  | 12   | 8 | 3 | 3 | 2 | 8  | 5  | +3 |
| Serbia     | 4    | 8 | 2 | 1 | 5 | 8  | 13 | -5 |
| Armenia    | 2    | 8 | 0 | 2 | 6 | 5  | 14 | -9 |

## Risultati

### Prima giornata
| Arbitro: | Tudor |

|                             |           |                |
| Højbjerg 65’ Kahlenberg 80’ | Marcatori | 50’ Mxit'aryan |

| Arbitro: | Buquet |

|  |           |           |
|  | Marcatori | 52’ Balaj |

### Seconda giornata
| Arbitro: | Hagen |

|                 |           |           |
| Arzowmanyan 73’ | Marcatori | 89’ Tošić |

| Arbitro: | Kassai |

|             |           |          |
| Lenjani 38’ | Marcatori | 81’ Vibe |

### Terza giornata
| Arbitro: | Brych |

|  |           |               |
|  | Marcatori | 90+5’ Ronaldo |

| Belgrado 14 ottobre 2014, ore 20:45 CEST | Serbia   | 0 – 3 (a tavolino) referto | Albania | Stadion Partizana (25 200 spett.)\| Arbitro: \| Atkinson \| |
| Arbitro:                                 | Atkinson |                            |         |                                                             |

### Quarta giornata
| Arbitro: | Sidiropoulos |

|             |           |  |
| Ronaldo 72’ | Marcatori |  |

| Arbitro: | Çakır |

|          |           |                            |
| Tošić 4’ | Marcatori | 60’, 85’ Bendtner 62’ Kjær |

- gara a porte chiuse (conseguenza di Serbia-Albania)

### Quinta giornata
| Arbitro: | Borbalán |

|                      |           |                  |
| Mavraj 77’ Gashi 81’ | Marcatori | 4’ (aut.) Mavraj |

| Arbitro: | Rocchi |

|                           |           |           |
| Carvalho 10’ Coentrão 63’ | Marcatori | 61’ Matić |

### Sesta giornata
| Arbitro: | Gumienny |

|                         |           |                              |
| Pizzelli 14’ Mkoyan 72’ | Marcatori | 29’ (rig.), 55’, 58’ Ronaldo |

| Arbitro: | Kuipers |

|                               |           |  |
| Y. Poulsen 13’ J. Poulsen 87’ | Marcatori |  |

### Settima giornata
| Copenaghen 4 settembre 2015, ore 20:45 CEST | Danimarca | 0 – 0 referto | Albania | Parken Stadium\| Arbitro: \| Collum \| |
| Arbitro:                                    | Collum    |               |         |                                        |

| Arbitro: | Zelinka |

|                                   |           |  |
| Hayrapetyan 22’ (aut.) Ljajić 53’ | Marcatori |  |

### Ottava giornata
| Erevan 7 settembre 2015, ore 18:00 UTC+4 | Armenia | 0 – 0 referto | Danimarca | Vazgen Sargsyan anvan Hanrapetakan Marzadasht\| Arbitro: \| Moen \| |
| Arbitro:                                 | Moen    |               |           |                                                                     |

| Arbitro: | Eriksson |

|  |           |              |
|  | Marcatori | 90+2’ Veloso |

### Nona giornata
| Arbitro: | Rizzoli |

|  |           |                            |
|  | Marcatori | 90+1’ Kolarov 90+4’ Ljajić |

| Arbitro: | Clattenburg |

|              |           |  |
| Moutinho 66’ | Marcatori |  |

### Decima giornata
| Arbitro: | Marciniak |

|  |           |                                                   |
|  | Marcatori | 9’ (aut.) K. Hovhannisyan 23’ Djimsiti 76’ Sadiku |

| Arbitro: | Borbalán |

|           |           |                      |
| Tošić 65’ | Marcatori | 5’ Nani 78’ Moutinho |

## Classifica marcatori
5 gol
- Cristiano Ronaldo

3 gol
- Zoran Tošić

2 gol
- Nicklas Bendtner
- João Moutinho
- Adem Ljajić

1 gol
- Bekim Balaj
- Berat Djimsiti
- Shkëlzen Gashi
- Ermir Lenjani
- Mërgim Mavraj
- Armando Sadiku
- Ṙobert Arzowmanyan
- Hrayr Mkoyan
- Henrix Mxit'aryan
- Marcos Pizzelli
- Pierre-Emile Højbjerg
- Thomas Kahlenberg
- Simon Kjær
- Jakob Poulsen
- Yussuf Poulsen
- Lasse Vibe
- Ricardo Carvalho
- Fábio Coentrão
- Nani
- Miguel Veloso
- Aleksandar Kolarov
- Nemanja Matić

1 autogol
- Mërgim Mavraj (pro  Armenia)
- Levon Hayrapetyan (pro  Serbia)
- Kamo Hovhannisyan (pro  Albania)